# Magnificat (Vivaldi)
Il Magnificat RV 611 in sol minore, è una cantata sacra di Antonio Vivaldi per soli, coro e orchestra. È uno degli arrangiamenti che lo stesso Vivaldi ha fatto del suo Magnificat RV 610, composto attorno al 1717.

## Strumenti e voci
L'opera è stata composta per orchestra, soli (soprano e contralto) e coro a quattro voci miste (soprani, alti, tenori e bassi). I soli cantano nei pezzi numero 2a, 2b, 2c, 6 e 8.

## Movimenti
- 1.Magnificat, adagio (Coro)
- 2a.Et exultavit, allegro (Soprano)
- 2b.Quia respexit, andante molto (Soprano)
- 2c.Quia fecit, andante (Soprano)
- 3.Et misericordia,andante molto (Coro)
- 4.Fecit potentiam, presto (Coro)
- 5.Deposuit potentes, allegro (Coro)
- 6.Esurientes, allegro (Contralto)
- 7.Suscepit Israel, largo (Coro)
- 8.Sicut locutus, andante (Contralto)
- 9.Gloria - Amen, largo (Coro)